# Brachymenium debilinerve
Brachymenium debilinerve là một loài rêu trong họ Bryaceae. Loài này được B.H. Allen mô tả khoa học đầu tiên năm 1998.